# ЛП дуо
ЛП дуо (изговор: Ел-Пе дуо) је српски клавирски и електронски дуо, који чине пијанисти Соња Лончар и Андрија Павловић (познат под псеудонимом Andy Pavlov).

Најпре формиран као традиционални камерни ансамбл који изводи дела класичне музике, састав је данас у извођачком и стваралачком смислу активан на пољу електронске, авангардне, филмске, телевизијске, позоришне и популарне музике. У новије време се нарочито истичу у домену квантне музике, експерименталног жанра који покушава да истражи везе квантне физике и музичке уметности.

## Историјат
Дуо је формиран 2004. године, док су Соња Лончар и Андрија Павловић студирали на одсеку за клавир при Факултету музичке уметности у Београду, где су стекли звања дипломираних пијаниста. Њих двоје су се, потом, усавршавали на Високој школи за позориште и музику у Ростоку. У формативном периоду, састав је изводио дела класичног репертоара, односно дела композитора попут Јохана Себастијана Баха и Волфганга Амадеуса Моцарта, али и авангардиста, као што су Џон Кејџ, Карлхајнц Штокхаузен и Оливије Месијан.

Већ тада на њих у знатној мери утичу и различити популарни жанрови, пре свега трип хоп и панк, те извођачи попут Кејт Буш, Massive Attack, Portishead и Tricky-ja, који састав опредељују да почне са истраживањима у сфери електронске музике.
Од средине 2000их, чланови дуа су често наступали, како као ансамбл, тако и индивидуално — солистички, те са реномираним оркестрима, попут Београдске филхармоније, Симфонијског оркестра РТС-а, те Оркестра Народног позоришта у Београду.
ЛП Дуо често премијерно изводи композиције авангардних стваралаца, од којих су им многи посветили сопствена дела. У њих примарно улазе српски композитори, али и страни, попут Данца Кима Хелвега.
До садашњег времена, објавили су укупно седам самосталних албума, а учествовали су на још неким издањима, од којих најновији у сарадњи са издавачком кућом "Universal Music Serbia", a њихова дискографија је глобално доступна и путем платформи Spotify и Ајтјунс.
Паралелно са извођачким активностима, Соња Лончар је ванредни професор на Катедри за клавир при Факултету музичке уметности, а Андрија Павловић је доцент на Новој академији Европског универзитета у Београду, као и на Катедри за сценски дизајн Факултета техничких наука у Новом Саду.

## Истакнуте активности

### Позоришна, телевизијска и филмска музика
ЛП Дуо је веома активан на пољу позоришне и визуелне уметности. У том смислу су компоновали и изводили музику за представе Атељеа 212, београдског Народног позоришта, Југословенског драмског позоришта, БИТЕФ театра, позоришта лутака "Пинокио", позоришта "Душко Радовић", Народног позоришта у Сомбору, Народног позоришта у Кикинди, Словеначког народног позоришта у Цељу и других.
 Између осталог, писали су и извели музику за представе "Плес у води" (БДП) и "Јунаци доба кризе" (Атеље 212).
Аутори су једног дела композиција за серију "Жигосани у рекету" аутора Драгана Бјелогрлића, Дуг мору Горана Гајића и Јутро ће променити све Горана Станковића и Владимира Тагића.

Извели су нумеру на завршној шпици филма Едерлези рајзинг композитора Немање Мосуровића.

### Квантна музика и хибридни клавир
Од 2012. године, ЛП Дуо постаје један од кључних промотера концепта квантне музике. Реч је о пројекту који је започео поновним сусретом старих пријатеља, једног од најпознатијих светских квантних физичара Влатка Ведрала (Универзитет у Оксфорду) и електроинжењера и акустичара Драгана Новковића уз подршку Музиколошког института САНУ и фундирање програма Креативна Европа, Европске уније. Своје доприносе овом пројекту су дали и квантни физичари Ендру Гарнер и Клаус Молмер, композитор Ким Хелвег који се придружио пројекту на позив ЛП Дуа, те музиколошкиња Ивана Медић која је и координатор пројекта, док је ЛП Дуо главни извођачки и композиторски двојац, ансамбл.
У припремној фази, чланови дуа су заједно са инжењерима Драганом Новковићем и Дарком Лазовићем, радили на изради специјалног клавијатурног инструмента, тзв. хибридног клавира, који омогућава да се сваки постојећи акустични клавир повеже са компјутером. Тако је ЛП Дуо створио потпуно нови инструмент који комбинује звук клавира и синтисајзера, а за поједине нумере у оквиру мултимедијалног концерта Квантна музика, користили су звучне семплове базиране на алгоритмима, једначинама и формулама квантне физике.
У фази реализације пројекта, дуо је имао турнеје по бројним европским и светским градовима, попут Сингапура, Хага, Љубљане, Архуса и Копенхагена.
Захваљујући изуму новог звука хибридног клавира, ЛП Дуо компонује албум ауторске музике под називом "Duality" (2019), објављен за издавачку кућу Universal Music, који промовише албум у сарадњи са Deutsche Grammophon, Yellow Lounge и IMG Artists на концертима широм Европе, Северне Америке и Азије.

### Центар за нову уметност
ЛП Дуо је оснивач невладине организације Центар за нову уметност (2008), која се бави различитим музичким пројектима, те објављивањем материјала у штампаном и дигиталном облику.

### ЛП Електро
ЛП Електро је својеврсни алтер его ЛП Дуа, настао као резултат више од две деценије сарадње чланова са различитим саставима и поп-групама. У овом облику, састав комбинује различите типове синтисајзера, софистицирани електронски звук, те различите ритмове и концептуалне и љубавне стихове. Под овим брендом, ЛП Електро је објавио албум We Have To Talk (2019).

## Награде и критика
ЛП Дуо је — како као састав, тако и у индивидуалним категоријама — освојио преко тридесет такмичарских награда. Неке од њих обухватају прву и специјалну награду на једанаестом међународном такмичењу из савремене камерне музике, одржаном у Кракову (2007), две треће (2005, 2006) и једну другу (2006) награду на такмичењу Chopin Roma у Риму, те награду за најиспољенију индивидуалност у Бјалистоку (2011).
2008. године су наступили на једном од највећих светских пијанистичких такмичења Miami Dranoff Two pianos у америчкој држави Флорида, где су проглашени једним од осам најзначајнијих пијанистичких дуа на планети.
Добитници су Награде града Београда за стваралаштво младих у уметности, као и годишње награде Удружења музичких уметника Србије за најбоље младе извођаче.
Лауреати су музичке награде Фондације Бруно Фреј Државне академије из Охзенхаузена, која се веома ретко додељује особама које нису немачки држављани.
У току своје каријере, ЛП Дуо је наступао по концертним салама широм Европе, Северне Америке и Азије. Међу најзначајнијим концертима се издвајају они у Кенеди Центру у Вашингтону и Карнеги Холу у Њујорку, Велику сензацију је изазвао и њихов наступ у Центру за квантне технологије у Сингапуру, после кога је публика излазила на саму бину, како би испитала начин функционисања хибридног клавира.
У најави концерта у "Карнеги Холу", активности ЛП Дуа су описане уз епитете "елеганција класике, слобода џеза и снага рокенрола", уз додатак:
Од 2004, ЛП Дуо је експериментисао са бескрајним могућностима извођаштва на два клавира, истовремено развијајући нови приступ савременој клавирској музици. Од тада је ЛП Дуо постао један од најуспешнијих клавирских дуа, бришући границе између камерног ансамбла и рок групе.
На чикашком радију "ВФМТ" су били описани као "бриљантан, моћан и интелигентан" дуо, а на загребачком бијеналу као "очаравајући".

## Дискографија и филмографија

### Албуми

#### Као ЛП Дуо
- LP Duo Plays Works For Two Pianos By Kim Helweg, Helikon Records, 2012.
- Belgrade New Classics For Two Pianos (LP Duo Plays Composers From Belgrade), New Art Center, 2013.
- Mechanical Destruction, Analogue Synth Symphony (LP Duo Plays Correa, Helweg, Mellits, Ligeti on Analogue Synths), New Art Center, 2016.
- LP Duo Plays Music By The Composers From Serbia For Two Pianos, New Art Center, 2017.
- A Place Of Coolness (LP Duo plays Chiel Meijering), Donemus and New Art Center, 2017.
- Duality, Universal Music Serbia, 2019.

#### Као ЛП Електро
- We Have To Talk, Universal Music Serbia, 2019.

#### Остало
- Иво Јосиповић, Ивана Стефановић, складатељски дијалог (само композиција Дернек За Два Гласовира Или Два Чембала, Удараљке И Гудаче), Cantus, 2009. Наведени су као Андрија Павловић и Соња Лончар, заједно са Иваном Марјановићем и Иваном Билић. Аутор композиције је Иво Јосиповић.

### Серије
- Жигосани у рекету, 2018.
- Јутро ће променити све, 2018.
- Дуг мору, 2019.

### Филмови
- Едерлези рајзинг, 2018.

## Галерија
- Један од промо постера, фотографија Марка Милановића
- Промо постер за Квантну музику, фотографија Ивана Тодоровског.
- Концерт у Коларчевој задужбини, 2010, фотографија Станислава Милојковића.